# Box-Weltcup 2006
Die. 11. Wettkämpfe des Box-Weltcups der Herren fanden im Jahr 2006 vom 15. bis zum 21. Oktober in der aserbaidschanischen Hauptstadt Baku statt.

## Medaillengewinner
| Klasse                              | Gold                         | Silber                    | Bronze                                                     |
| Halbfliegengewicht (– 48 Kilogramm) | Yan Barthelemí Kuba          | Vadim Idigishev Russland  | Jeyhun Abiyev Aserbaidschan Chris Moutendi Gabun           |
| Fliegengewicht (– 51 Kilogramm)     | Georgi Balakschin Russland   | Andry Laffita Kuba        | Jackson Chauke Südafrika Rahim Najafov Aserbaidschan       |
| Bantamgewicht (– 54 Kilogramm)      | Guillermo Rigondeaux Kuba    | Ali Alijew Russland       | Elshad Guliyev Aserbaidschan Ibrahim Algharaghir Jordanien |
| Federgewicht (– 57 Kilogramm)       | Yuriolkis Gamboa Kuba        | Albert Selimow Russland   | Shahlar Nagiyev Aserbaidschan Ibrahima Keita Guinea        |
| Leichtgewicht (– 60 Kilogramm)      | Yordenis Ugás Kuba           | Maxim Ignatjew Russland   | Romal Amanov Aserbaidschan Hamza Hassini Tunesien          |
| Halbweltergewicht (– 64 Kilogramm)  | Inocente Fiss Kuba           | Alexander Iwanow Russland | Emil Maharramov Aserbaidschan Mykola Semenyaga Ukraine     |
| Weltergewicht (– 69 Kilogramm)      | Andrei Balanow Russland      | Noelvis Veitia Kuba       | Nabil Sayed Zaky Ägypten Ruslan Khairov Aserbaidschan      |
| Mittelgewicht (– 75 Kilogramm)      | Matwei Korobow Russland      | Emilio Correa Kuba        | Mohamed Hikal Ägypten Rakhib Beylarov Aserbaidschan        |
| Halbschwergewicht (– 81 Kilogramm)  | Artur Beterbijew Russland    | Yunier Dorticos Kuba      | Thabiso Mchunu Südafrika Cavid Tağıyev Aserbaidschan       |
| Schwergewicht (- 91 Kilogramm)      | Rachim Tschachkijew Russland | Osmay Acosta Kuba         | Moussa Konaté Mali Elchin Alizade Aserbaidschan            |
| Superschwergewicht (+ 91 Kilogramm) | Odlanier Solís Kuba          | Islam Timursijew Russland | Vüqar Ələkbərov Aserbaidschan Lamarana Conde Guinea        |

## Medaillenspiegel
| Rang | Land          | Gold | Silber | Bronze | Gesamt |
| ---- | ------------- | ---- | ------ | ------ | ------ |
| 1    | Kuba          | 6    | 5      | 0      | 11     |
| 2    | Russland      | 5    | 6      | 0      | 11     |
| 3    | Aserbaidschan | 0    | 0      | 11     | 11     |
| 4    | Ägypten       | 0    | 0      | 2      | 2      |
| 4    | Südafrika     | 0    | 0      | 2      | 2      |
| 4    | Guinea        | 0    | 0      | 2      | 2      |
| 7    | Gabun         | 0    | 0      | 1      | 1      |
| 7    | Jordanien     | 0    | 0      | 1      | 1      |
| 7    | Tunesien      | 0    | 0      | 1      | 1      |
| 7    | Ukraine       | 0    | 0      | 1      | 1      |
| 7    | Mali          | 0    | 0      | 1      | 1      |
|      | Gesamt        | 11   | 11     | 22     | 44     |